# Ильин, Александр Юрьевич
Александр Юрьевич Ильин (родился 7 ноября 1997 в Красноярске, Россия) — российский регбист, играющий на позиции фланкера в команде «Красный Яр» и сборной России.

## Биография
Воспитанник школы «Яра». В главной команде с 2015 года. В первом сезоне (2015) сразу стал чемпионом и обладателем Кубка (2015). В дальнейшем Александр становится многократным серебряным призёром чемпионата и ещё дважды обладателем Кубка (2018 и 2019). Также в 2016 году игрок стал победителем Суперкубка России.
В сборной России дебютировал в матче против Гонконга в ноябре 2017 года, выйдя на замену в рамках турнира Кубок наций в Гонконге, и выиграл тот турнир. В 2019 году был в расширенной заявке на Кубок мира, но в окончательную заявку не попал. В составе сборной также играет на позиции замка (лока).

## Достижения
- Чемпионат России:
  -  Чемпион России: 2015
  -  Серебряный призёр чемпионата России: 2016, 2017, 2018, 2019
- Кубок России:
  -  Обладатель Кубка России: 2015, 2018, 2019
- Суперкубок России
  -  Обладатель Суперкубка России: 2016